# Slutprodukt
Et slutprodukt er en vare der har gennemgået en fremstillingsproces, men som endnu ikke er solgt til en slutbruger.
En vare købt som et "råmateriale" indgår i fremstillingen af produktet. En vare delvist færdiggjort under fremstillingsprocessen kaldes en vare under fremstilling. Når varen er færdigproduceret, men endnu ikke solgt til en slutbruger kaldes den et slutprodukt.
Frembringelsen af slutproduktet udgør sidste trin i fremstillingen og varerne er efterfølgende klar til at blive forbrugt eller distribueret.
Efter dette trin har sælgeren af slutproduktet ikke mere med det at gøre, men den solgte vare kan udgøre et råmateriale for køberen som igen frembringer et nyt slutprodukt.